# Astragalus chaidamuensis
Astragalus chaidamuensis es una especie de planta del género Astragalus, de la familia de las leguminosas, orden Fabales.
Fue descrita científicamente por (S. B. Ho) Podlech & L. R. Xu.